# 南非叉鼻蟾魚
南非裸蟾魚（学名：Chatrabus felinus），為輻鰭魚綱蟾魚目蟾魚科的其中一種，分布於東南大西洋的南非海域，體長可達19公分，為底棲性魚類。